# 橫跨多場戰鬥的軍事衝突列表
早期的戰爭史通常描述的是有關國家所宣布的戰爭。後來的歷史學家們將很長時間內的一系列戰爭或分布在幾個戰場上的戰爭歸類為更廣泛衝突或分布於多場戰場的戰役的一部分，此情況並不罕見。現今人們最熟悉的案例包括冷戰與反恐戰爭，他們包括如韓戰（冷戰的一部分，1950-53年）、越戰（冷戰的一部分，1965-73年）、海湾战争（冷戰的一部分，1990-91年）、阿富汗戰爭（反恐戰爭的一部分，2001-16年）和伊拉克戰爭（反恐戰爭的一部分，2003-11年）等等（僅以冷戰與反恐戰爭中的舞場代表戰役舉例）。這些分組所涉及的戰爭提供有用的背景。注意，有些分組的時間段是重複的，並且可能在同一個時間內發生過不只一場戰爭。

## 歐、亞、非地區
- 公元前499-448年的波希戰爭
- 公元前322-275年的繼業者戰爭
- 公元前274-168年的敘利亞戰爭
- 公元前264-146年的布匿戰爭
- 公元前66-公元628年的羅馬—波斯戰爭
  - 公元前66-公元217年的羅馬—安息戰爭（英语：Roman–Parthian Wars）
  - 230-392年的羅馬-薩珊戰爭
  - 392-628年的拜占庭-薩珊戰爭
- 66-136年的猶太-羅馬戰爭
- 485-556年的撒瑪利亞人起義
- 622-755年的穆斯林的征服
  - 629年-11世紀的阿拉伯—拜占庭戰爭
  - 650年代-737年的阿拉伯-可薩戰爭（英语：Arab–Khazar wars）
- 680-1355年的拜占庭—保加利亞戰爭
- 718-1492年的伊比利亞收復失地運動
- 830年代-1043年的羅斯—拜占庭戰爭
- 1048-1308年的拜占庭—塞爾柱戰爭（英语：Byzantine–Seljuk wars）
- 1090-1194年的尼扎里—塞爾柱衝突（英语：Nizari–Seljuk conflicts）
- 1095-1291年的十字軍東征
- 1299-1453年的拜占庭—奧斯曼戰爭
- 1676-1918年的俄土戰爭
- 1689-1815年的第二次百年戰爭
- 1722-1828年的俄羅斯—波斯戰爭
- 1919-1923年的土耳其獨立戰爭

## 非洲地區
- 1955年至今的蘇丹內戰
- 1996年至今的剛果戰爭

## 亞洲地區
- 公元前133年–公元89年的漢匈戰爭
- 公元前109-108年的漢滅衛氏朝鮮之戰
- 220-280年的三國紛爭
- 588-630年的突厥-波斯戰爭
- 598-614年的隋與高句麗的戰爭
- 629-630年的唐滅東突厥之戰
- 645-668年的唐與高句麗的戰爭
- 657年的唐滅西突厥之戰
- 1206-1279年的蒙元征服戰爭
- 1231-1259年的蒙古入侵高麗
- 1274-1281年的元日戰爭
- 1592-1598年的萬曆朝鮮之役
- 1627-1636年的滿族入侵朝鮮（英语：Manchu invasion of Korea）
- 1747-1793年的十全武功
- 1839-1860的第一次與第二次鴉片戰爭
- 1894-1945年的中日戰爭
- 1902-1932年的沙特阿拉伯统一
- 1920年至今的庫德族在土耳其的起義（英语：Timeline of Kurdish uprisings）
- 1930-1939尼的蘇日邊界衝突
- 1941-1945年的太平洋戰爭（他也包含了一小片大洋洲地區，但主要為亞洲地區的戰爭）
- 1947年至今的印巴戰爭與克什米爾衝突
- 1948年至今的阿以冲突
- 1950-1953年的韓戰
- 1955-1975年的越戰
- 1961-1997年的伊拉克-庫德衝突（英语：Iraqi–Kurdish conflict）
- 1962年的中印邊境戰爭
- 1978年至今的阿富汗衝突

## 歐、美地區
- 1607-1890年的北美印第安戰爭
- 1689-1763年的北美殖民地戰爭
- 1754-1814年的六十年戰爭（英语：Sixty Years' War）
- 1775-1783年的美國獨立戰爭
- 1803-1815年的拿破崙戰爭
- 1860-1877年的南北戰爭與美國重建時期（重新接納各州加入聯邦）

## 歐洲地區
- 公元前58-50年的高盧戰爭
- 1142-1445年的瑞典—諾夫哥羅德戰爭（英语：Swedish–Novgorodian Wars）
- 1296-1363年的蘇格蘭獨立戰爭
- 1135-1453年的英法战争
  - 1337-1453年的百年戰爭
- 1438-1552年的莫斯科—喀山戰爭
- 1455-1485年的玫瑰戰爭
- 1494-1559年的義大利戰爭
- 1496-1809年的俄瑞戰爭
- 1507-1572年的俄羅斯—克里米亞戰爭（英语：Russo-Crimean Wars）
- 1562-1598年的法國宗教戰爭
- 1637-1652年的三國之戰（歐洲）
- 1648-1667年的波蘭大洪水時代
- 1754-1763年的七年戰爭
- 1792-1802年的法國大革命戰爭
- 1848-1866年的意大利統一
- 1912-1913年的巴爾幹戰爭
- 1941-1944年的繼續戰爭
- 1941-1945年的苏德战争
- 1991-2001年的南斯拉夫內戰

## 全球範圍內
- 1914-18年的第一次世界大戰
- 1939-45年的第二次世界大戰
- 1945-92年的冷戰
- 2001-展示反恐戰爭